# Hermann Oldenberg
Hermann Oldenberg (Hamburgo, 31 de outubro de 1854 – Göttingen, 18 de março de 1920) foi um estudioso alemão da indologia e professor da Universidade de Kiel (1898) e Universidade de Göttingen (1908).
Seu estudo de 1881 sobre budismo, intitulado Buddha: Sein Leben, seine Lehre, seine Gemeinde, baseado em textos páli, popularizou o budismo e tem permanecido em constante impressão desde sua primeira publicação. Juntamente a T. W. Rhys Davids, ele editou e traduziu para o inglês três volumes de textos do Vinaya, bem como dois volumes dos Grhyasutras e dois volumes de hinos védicos por conta própria, na monumental série Sacred Books of the East editada por Max Müller. Com seu Prolegomena (1888), Oldenberg lançou as bases para o estudo filológico do Rigveda.